# Martin Gerike
Martin Joachim Gerike (* 8. November 1930 in Danzig-Langfuhr; † 8. Januar 2017 in Hamburg) war ein deutscher Schiffbauingenieur.
Er war Mitglied des Ausschusses der Bankenbrüderschaften des Danziger Artushofes zu Lübeck.
Gerike war Inhaber des Goldenen Kreuz des Verdienstkreuzes der Republik Polen in Würdigung seines langjährigen und unermüdlichen Einsatzes für die deutsch-polnische Annäherung und Aussöhnung zwischen den beiden Völkern. Das Verdienstkreuz in Gold ist die höchste Auszeichnung, die vom Staatspräsidenten der Republik Polen in Anerkennung besonderer Verdienste um die deutsch-polnischen Beziehungen vergeben wird. Gerike war auch Inhaber der St. Adalbert-Medaille der Stadt Danzig, neben der Ehrenbürgerschaft ist sie die höchste Auszeichnung der Handelsmetropole an der Ostsee.
Seit seinem Studium an der Technischen Universität Braunschweig war er Angehöriger des Corps Marchia Braunschweig.

## Schriften
- Martin Gerike, Harald Sommer (Hrsg.): Das Hamburger Symposium am 9. Januar 2004. Eine Dokumentation. Muzeum Historyczne Miasta Gdańska, Danzig 2004.